# HMS Active (F171)
La HMS Active (F171) era una fregata type 21 della Royal Navy, costruita dai cantieri Vosper, che partecipò alla Guerra delle Falkland. Fu la prima nave della classe Type 21 ad essere completata con il lanciatore quadruplo dei missili Exocet in posizione B, cioè subito dopo la torre del pezzo da 114mm (posizione A).
La nave partì da Devonport il 10 maggio, a conflitto iniziato, insieme col gruppo di rinforzo guidato dal cacciatorpedinidere Bristol, e raggiunse la task force comandata dall'ammiraglio Woodward 26 maggio. fornì appoggio di fuoco alle truppe delle Scots Guards durante la battaglia di Mount Tumbledown.
Alla fine del conflitto, si scoprì che lo scafo delle Type 21 aveva riportato serie lesioni strutturali, a causa della violenza delle onde dell'Atlantico meridionale e del lungo permanere in mare delle unità inglesi. La Active venne riparata come le altre della classe con piastre di acciaio saldate lungo le linee di frattura. Alla fine, mentre quasi tutta la flotta inglese che aveva partecipato alla guerra venne venduta negli anni seguenti, le Type 21 vennero riparate e restarono in servizio, la Active fino al 1994, sebbene le loro capacità operative le relegavano sempre più in seconda linea.
La Active venne alla fine venduta alla Marina Militare Pakistana, il 23 settembre 1994, dove è stata ribattezzata Shah Jahan. I lanciatori di Exocet sono stati rimossi insieme ai Sea Cat alla vendita, i primi per vincoli all'esportazione ed i secondi per obsolescenza; la nave è stata poi dotata di un sistema missilistico cinese LY 60N, di un radar da ricerca aerea Signaal DA08 in sostituzione dell'obsoleto Marconi Type 992 e di lanciatori di chaff SRBOC e cannoni da 20 mm e 30 mm per la difesa di punto in sostituzione dei Sea Cat.